# Luc-la-Primaube
Luc-la-Primaube település Franciaországban, Aveyron megyében. Lakosainak száma 6054 fő (2022. január 1.). Luc-la-Primaube Baraqueville, Calmont, Druelle Balsac, Flavin és Olemps községekkel határos.

## Népesség
A település népességének változása:
| Lakosok száma | 1864 | 3674 | 4717 | 5258 | 5685 | 5918 | 5969 | 5987 | 5962 | 6054 |
|               | 1968 | 1982 | 1999 | 2006 | 2011 | 2015 | 2017 | 2018 | 2020 | 2022 |